# Мелвилл, Фред
Фредери́к Джон Ме́лвилл, иногда Фред Мелвил (англ. Frederick John Melville; 1882—1940) — британский филателист, плодовитый автор филателистической литературы и основатель Юношеского филателистического общества (Junior Philatelic Society). Он был также одним из основателей в 1907 году Филателистического литературного общества. Имя Мелвилла был внесено в «Список выдающихся филателистов» в 1921 году, а также включено в Зал славы Американского филателистического общества.

## Биография
Мелвилл родился в Эдинбурге в семье Томаса (Thomas J. Melville) и Анни (Annie Melville) Мелвиллов. Когда ему исполнилось два года, семья переехала в Лондон в связи с тем, что его отец, работавший журналистом, стал корреспондентом в Палате Общин от газеты «The Scotsman». У Фреда были братья Сесил Балфур (Cecil Balfour), Томас (Thomas B.), Уильям (William) и сёстры Кейт (Kate) и Хелен (Helen; в замужестве Helen P. Terry).
Фред получил образование в Вестминстерской школе, где начал издавать школьный журнал «The United Westminster School Field Club Magazine». Его всегда звали просто Фредом.
У Мелвилла всегда было слабое здоровье, поэтому он не служил в армии во время Первой мировой войны.
Помимо филателии, Мелвилл был редактором печатных изданий «Heartsease Library», «Cosy Corner», «Good Words» и «Sunday Magazine». Умения Мелвилла как журналиста частично связаны с тем обучением, которое он получил у газетного магната сэра Альфреда Хармсворта, позднее лорда Нортклиффа, учредителя газет «The Daily Mirror» и «Daily Mail».
Фред Мелвилл скончался 12 января 1940 года и был похоронен на Ламбетском кладбище в Тутинге в Лондоне 16 января. Он не был женат.

## Вклад в филателию
Мальчиком в возрасте 11 лет он упросил отца отвести его на выставку почтовых марок, организованную Лондонским филателистическим обществом, ныне Королевское филателистическое общество Лондона на улице Арундел. На выставке он познакомился с Эдвардом Денни Бэконом, подарившим ему экземпляр издаваемого обществом журнала «The London Philatelist».

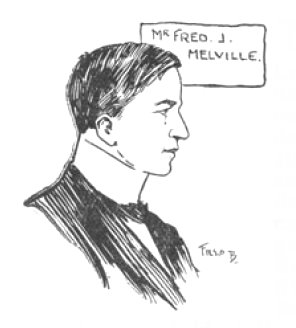
Портрет Фреда Мелвилла в «Gibbons Stamp Weekly» (февраль 1905, во время молодёжной филателистической выставки)

В 1899 году юноша подал заявление о приёме в Лондонское филателистическое общество, но получил отказ, поскольку ему ещё не исполнилось 18 лет. В результате в том же году Фред основал Юношеское филателистическое общество (Junior Philatelic Society; ныне Национальное филателистическое общество). Общество пользовалось огромным успехом, сыграв на неудовлетворённой потребности в обществе филателистов, в которое может вступить каждый, и вскоре новому обществу пришлось подыскивать более вместительное место для проведения заседаний. В 1906 году Мелвилл организовал манчестерский филиал общества. Мелвилл являлся президентом общества с начала и до самой смерти, а также был редактором издаваемого обществом журнала «The Stamp Lover».
Мелвилл проявлял активность во многих областях филателии. Он был членом Фискального филателистического общества с 1911 года и был членом жюри многих филателистических выставок. Мелвилл выиграл «Кубок конгресса» (Congress Cup) на Филателистическом конгрессе Великобритании в 1935 году за работу «The Lives of the Forgers» («Жизнь фальсификаторов»), а после основания Общества истории почты (Postal History Society) в 1936 году был избран первым его президентом. Он фигурирует в «Синей книге филателии» («Blue Book of Philately») 1938 года издания, где его специализацией указана «филателистическая литература» и следующий домашний адрес: 10a Ardberg Road, Herne Hill, London.
Мелвилл организовал Имперскую филателистическую выставку (Imperial Stamp Exhibition) 1908 года, Выставку военных почтовых марок (War Stamps Exhibition) в 1915 году и первую международную авиапочтовую выставку APEX в 1934 году. Он был также редактором каталогов международных филателистических выставок, проведённых в Лондоне в 1912 году и в 1923 году. В 1915 году Мелвилл организовал выставку под названием «Военные почтовые марки с чаем и танго» («War Stamps with Tango Teas») в лондонском ресторане «Флоренция» (Florence Restaurant). В дополнение к выставке почтовых марок там ежедневно играл оркестр и, как сообщалось, Мелвилл был «единственным, кто не испугался тонкостей танго, бостона и матчиша».
Будучи в основном писателем и журналистом, Мелвилл также торговал почтовыми марками: в июне 1920 года в журнале «Stamp Lover» было опубликовано рекламное объявление на всю полосу, предлагающее почтовые марки на продажу от фирмы Fred J. Melville Ltd.

## Память и наследие
В 1941 году посмертно удостоен чести быть включённым в Зал славы Американского филателистического общества. После смерти Мелвилла его обширную библиотеку филателистических изданий приобрела Библиотека Конгресса США, но в связи со Второй мировой войной получила её только в 1947 году. Сегодня мелвилловская библиотека разделена между Библиотекой Конгресса и библиотекой Национального почтового музея США, входящей в состав Библиотек Смитсоновского института.

## Избранные труды
Мелвилл написал более 100 книг, причём его произведения на английском языке по-прежнему входят в число наиболее распространённых в филателии.
В 1897 году Фред написал и самостоятельно издал восьмистраничную брошюру под названием «Stamp Collecting» («Коллекционирование марок»), продаваемую по цене в один пенни. Фред настолько стеснялся этой публикации в более зрелые годы, что скупил все экземпляры, бывшие в продаже, вследствие чего теперь это очень редко встречающееся издание. В 1899 году он стал редактором филателистического раздела небольшого журнала «Hardman’s Miscellany». Вскоре после этого он начал издавать собственный журнал, «Young Stamp Collector» («Юный коллекционер марок»). Вышло шесть номеров журнала до того, как он слился с «Stamp Collectors' Fortnightly» («Двухнедельник коллекционеров марок»). Мелвилл также писал статьи филателистической тематики для таких изданий, как «The Daily Telegraph», «The Wide World Magazine», «The Straights Times of Singapore», «Illustrated London News», «John O’London’s Weekly».
Его второй филателистической книгой стала вышедшая в 1903 году «The A. B. C. of Stamp Collecting» («Азбука коллекционирования марок»), удостоенная очень похвальной рецензии в журнале «Morley’s Philatelic Journal», где её хвалили за «примечательное отсутствие ошибок, которые так часто обнаруживаются в дешёвых справочниках по филателии», несмотря на один обнаруженный недостаток, заключающийся в пропуске телеграфных и фискальных марок. Новое её издание было опубликовано в 1922 году под названием «The New A. B. C. of Stamp Collecting» («Новая азбука коллекционирования марок»). Его книга 1908 года «Postage Stamps worth Fortunes» была переведена на шведский и голландский языки, а его последняя книга, «Modern Stamp Collecting» («Коллекционирование современных почтовых марок»), была опубликована 6 мая 1940 года, в столетие «Чёрного пенни». Мелвилл был также редактором «The Postage Stamp» (1909—1929), «Stamp Collector’s Fortnightly» (1921—1939) и «British Philatelist» (1932—1939). Кроме этого, он написал пьесу «The Lady Forger: an original play» (тоже на тему филателии), опубликованную Юношеским филателистическим обществом. Пьеса была впервые поставлена в 1906 году на ежегодном мероприятии общества «Concert-Conversazione» в театре Бижу (Bijou Theatre) на Арчер-стрит в Лондоне. По словам Брайана Бёрча (Brian Birch), Мелвилл использовал псевдоним «Мисс Фитте» (Miss Fitte), который представлял собой игру слов от «misfit», когда писал об ошибках на почтовых марках.